# فهرست فیلم‌های ایرانی سال ۱۳۹۷
فهرست فیلم‌های ایرانی سال ۱۳۹۷
| عنوان                  | کارگردان                        | نویسنده                         | بازیگران                                  |
| ---------------------- | ------------------------------- | ------------------------------- | ----------------------------------------- |
| آزاد مثل هوا           | عبدالرضا کاهانی                 | عبدالرضا کاهانی                 | رضا عطاران، اوفلی بو                      |
| آپاچی                  | آرش معیریان                     | اصغر نعیمی                      | سحر قریشی، شهره لرستانی رضا شفیعی جم      |
| آشفته‌گی                | فریدون جیرانی                   | فریدون جیرانی                   | بهرام رادان، نسیم ادبی، مهناز افشار       |
| ایده اصلی              | آزیتا موگویی                    | امیر عربی                       | بهرام رادان، مریلا زارعی، هانیه توسلی     |
| بی‌وزنی                 | مهدی فرد قادری                  | مهدی فرد قادری                  | آناهیتا نعمتی، لیلا اوتادی، شقایق فراهانی |
| بی‌حسی موضعی            | حسین مهکام                      | حسین مهکام                      | باران کوثری، پارسا پیروزفر، حسن معجونی    |
| پاستاریونی             | سهیل موفق                       | حمزه صالحی                      | سام درخشانی، بهاره رهنما، گوهر خیراندیش   |
| تپلی و من              | حسین قناعت                      | حسین قناعت                      | میترا حجار، سیروس گرجستانی، نادر سلیمانی  |
| تخته گاز               | محمد آهنگرانی                   | مهدی علیمیرزایی                 | سام درخشانی، کامبیز دیرباز، رز رضوی       |
| تیغ و ترمه             | کیومرث پوراحمد                  | کیومرث پوراحمد                  | دیبا زاهدی، پژمان بازغی، لاله اسکندری     |
| جان‌دار                 | حسین امیری دوماری ، پدرام امیری | حسین امیری دوماری ، پدرام امیری | فاطمه معتمدآریا، حامد بهداد، باران کوثری  |
| پارادایس               | علی عطشانی ،                    | مهدی علیمیرزایی                 | جواد عزتی مهران رجبی                      |
| دیدن این فیلم جرم است! | رضا زهتابچیان                   | رضا زهتابچیان                   | امیر آقایی لیندا کیانی مهدی زمین‌پرداز     |
| رحمان ۱۴۰۰             | منوچهر هادی                     | بابک کایدان میثم کایدان         | محمدرضا گلزار بهرام افشاری سعید آقاخانی   |
| رؤیای سهراب            | علی قوی‌تن                       | علی قوی‌تن                       | بهاره کیان‌افشار ترلان پروانه              |
| زعفرانیه ۱۴ تیر        | سید علی هاشمی                   | سید علی هاشمی                   | مهدی هاشمی هنگامه قاضیانی                 |
| زندانی‌ها               | مسعود ده‌نمکی                    | مسعود ده‌نمکی                    | بهاره افشاری بهنام تشکر هومن برق‌نورد      |
| زهرمار                 | سید جواد رضویان                 | پیمان عباسی                     | سیامک انصاری نسیم ادبی برزو ارجمند        |
| ژن خوک                 | سعید سهیلی                      | سعید سهیلی                      | سینا مهراد هادی حجازی‌فر نازنین بیاتی      |
| سرخ‌پوست                | نیما جاویدی                     | نیما جاویدی                     | نوید محمدزاده پریناز ایزدیار              |
| سرکوب                  | رضا گوران                       | رضا گوران                       | باران کوثری الهام کردا سارا بهرامی        |
| شبی که ماه کامل شد     | نرگس آبیار                      | نرگس آبیار                      | الناز شاکردوست هوتن شکیبا پدرام شریفی     |
| طلا                    | پرویز شهبازی                    | پرویز شهبازی                    | هومن سیدی نگار جواهریان                   |
| عطر داغ                | علی ابراهیمی                    | علی حمیدزاده علی شورورزی        | خاطره اسدی مهرداد صدیقیان                 |
| قانون مورفی            | رامبد جوان                      | پوریا شجاعی پویا مهدوی زاده     | امیر جعفری امیر جدیدی رامبد جوان          |
| قسم                    | محسن تنابنده                    | محسن تنابنده                    | مهناز افشار سعید آقاخانی                  |
| قصر شیرین              | رضا میرکریمی                    | محسن قرائی محمد داوودی          | حامد بهداد ژیلا شاهی                      |
| کلمبوس                 | هاتف علیمردانی                  | هاتف علیمردانی                  | سعید پورصمیمی مجید صالحی فرهاد اصلانی     |
| هزارتو                 | امیرحسین ترابی                  | طلا معتضدی                      | شهاب حسینی ساره بیات پژمان جمشیدی         |
| ماجرای نیمروز: رد خون  | محمد حسین مهدویان               | حسین تراب‌نژاد                   | جواد عزتی بهنوش طباطبایی هستی مهدوی‌فر     |
| ناگهان درخت            | صفی یزدانیان                    | صفی یزدانیان                    | مهناز افشار پیمان معادی                   |
| همچنان که می مردم      | مصطفی سیاری                     | حامد حسینی سنگری                | الهام کردا نادر فلاح مجید آقا کریمی       |
| یلدا                   | مسعود بخشی                      | مسعود بخشی                      | فرشته صدر عرفایی فرشته حسینی آرمان درویش  |

1. ↑  «راهنمای بانک اطلاعاتی سازمان سوره در سال ۱۳۹۷». سوره سینما. بایگانی‌شده از اصلی در ۲۲ اكتبر ۲۰۲۱. دریافت‌شده در 2021-09-20. تاریخ وارد شده در |archive-date= را بررسی کنید (کمک)‏